# Enamine Ltd
Enamine Ltd — приватна хімічна компанія, яка спеціалізується на синтезі малих молекул та наданні сервісів з хімії та біології для галузі розробки нових лікарських препаратів.

## Історія
Компанія заснована у 1991 році Андрієм Толмачовим українським хіміком-оганіком. Головний офіс, основні склади та виробничі можливості компанії знаходяться в Україні на місці зручнованого радянського підприємства Радикал. З 2022-го року у зв'язку зі збройною агресією РФ розвиває свої потужності у м. Рига (Латвія), а з 2023-го - у м. Сокаль Львівської області

## Готові сполуки
Компанія має колекцію з готових 300 тис білдінг блоків та оригінальних реагентів для тонкого органічного синетзу та 2,8 млн скринінгових сполук на складах в Україні, США та Латвії.

## Віртуальні сполуки
На основі наявних реагентів та відомих хімічних реакцій Enamine Ltd генерує бази віртуальних сполук, які теоретично можуть бути синтезовані з високою ймовірністю. Такі бази використовуються для віртуального скринінгу та дизайну хімічних бібліотек, які за необхідності можуть бути швидко синтезовані.
Основні бібліотеки Компанії:
- MADE (Make-on-Demand) - каталог віртуальних білдінг блоків, 770 млн молекул.
- REAL (Readily Accesible) - каталог віртуальних скринінгових сполук, понад 38 млрд молекул[5].

## Сервіси
Enamine Ltd пропонує сервіси із розробки та синтезу відомих та нових хімічних сполук від міліграмових до кілограмових кількостях. Також компанія пропонує сервіcи із очищення, аналізу, масштабування сполук, встановлення домішок зразків, зустрічного синтезу та пошуку аналогів сполук.
Компанія надає сервіси в галузі обчислювальної хімії, а саме:
- Віртуальний скринінг на основі білкової структури або відомих лігандів.
- Дизайн бібліотек сполук.
- Гомологічне моделювання білкових структур за допомогою AlpfaFold[ru] та пошук потенційних ділянок зв'язування.
- Моделювання молекулярної динаміки (МД), оптимізація структури білків та взаємодії лігандів.
- Аналіз біологічної активності молекул та QSAR-моделювання.

Починаючи з 2011-го року компанія надає біологічні сервіси (скринінг хімічних сполук, ADME-PK сервіси та ін.) під торговою маркою Bienta.

## Наука
Компанія проводить власні незалежні дослідження з синтезу хімічних сполук і публікує статті у профільних наукових журналах на постійній основі. Станом на 2025-й рік з Компанією афільовано 678 наукових публікацій.

## Благодійність
Є багаторічним спонсором всеукраїнських хімічних олімпіад і турнірів та українських команд на міжнародних змаганнях.
Благодійний фонд "Єнамін" займається підтримкою хімічної науки в Україні та українських учбових закладів, допомогою постраждалим в результаті Російсько-Української війни, постачанням гуманітарної допомоги та підтримкою лікарень.